# Marçó de Dalt
El mas Marçó de Dalt, també dit Can Casas és un edifici de Centelles (Osona) inclòs a l'Inventari del Patrimoni Arquitectònic de Catalunya.

## Descripció
Es tracta d'una casa de petites dimensions amb teulada a dues vessants i aiguavés a la façana principal.
A la planta baixa hi ha un portal rodó dovellat molt erosionat. En el primer pis hi ha tres finestres de pedra treballada i ampits. A la central hi ha una llinda amb la següent inscripció: «Fca. Prat Marsó 1738» indica una reforma realitzada a la casa per Francesc Prat en aquella data. La construcció està realitzada en tàpia i actualment es troba arrebossada.
Està ubicada sobre margues.